# Wang Er Zuo (director)
Wang Er Zuo (xinès simplificat: 王尔卓) (Changde 1991 -) Guionista i director de cinema xinès.

## Biografia
Wang Er Zuo va néixer l'any 1991 a Changde, província de Hunan (Xina). Llicenciat al Departament de Cinema i Televisió de l'Acadèmia Central de Teatre de Pequín, especialitzat en direcció de cinema i televisió, amb un Màster en Arts.
Va començar la seva trajectòria cinematogràfica fent documentals i curtmetratges i ha participat en nombrosos festivals internacionals de cinema.
El documental del 2012 "Colorful Clouds South o South of the Clouds" va ser finalista per al Festival Internacional de Cinema Documental de Yamagata al Japó.
El curtmetratge 母亲的乐园 (Mother's Paradise/Mother Eden) va ser finalista a la secció de competició del 12è FIRST Youth Film Festival, va guanyar el premi al millor curtmetratge a Taiwan Southern Film Festival i va guanyar el 26è The Best Film del Festival Internacional de Cinema de Busan - Premi New Wave; també va guanyar el Fei Mu Honor - Menció especial al 5è Festival Internacional de Cinema de Pingyao.
La seva darrera pel·lícula i primer llargmetratge, 再见，乐园 (Farewell, My Hometown) protagonitzada per Yu He He, Wang Xi Yao, Feng Jie Zeng conté tres parts dins d’ella; la primera part tracta la història d’una dona gran que viu a les muntanyes mentre explica a l’audiència la seva experiència sent pobre, la seva àrdua experiència laboral i la pèrdua del seu fill. A la segona part, es presenta una jove de vint anys que viu amb la seva parella en un pis ple de caixes. També es dirigeix a l’audiència explicant com va ser mudar-se de Pequín per instal·lar-se a la residència de la seva escola de dansa. Per concloure, a la tercera part apareix una professora de mitjana edat que puja a l’escenari explicant a l’espectador el seu feliç pas per la universitat durant els anys 80. Una vida totalment diferent de la que van viure els seus pares; també ens explica que estava enamorada d’un noi de classe treballadora. La pel·lícula es presenta a l'estil d'un llargmetratge, barrejat amb monòlegs documentals. Va ser presentada entre altres festivals a la secció "Discoveries" de 10th Edition Asian Film Festival Barcelona, va guanyar el premi New Wave (新浪潮大奖) al 26è Festival de Busan l'octubre de 2021,i va competir a la 16a edició del FIRST Festival de Xining i presentada al 28è Busan International Film Festival del 2023.

## Filmografia destacada
| Any  | Títol xinès | Títol anglès          |
| ---- | ----------- | --------------------- |
| 2004 | 茉莉花开    | Jasmine Women         |
| 2012 | 彩云之南    | South of the Clouds   |
| 2014 | 末吉之家    |                       |
| 2018 | 母亲的乐园  | Mother Eden           |
| 2021 | 再见，乐园  | Farewell, My Hometown |